# Anna orosz cárnő
Anna orosz cárnő (oroszul: Анна Ивановна Романова; Moszkva, 1693. február 7. – Szentpétervár, 1740. október 28.) a Romanov-házból származó orosz nagyhercegnő, V. Iván orosz cár és Praszkovja Fjodorovna Szaltikova leánya. Férje, Frigyes Vilmos kurlandi herceg halálát követően Kurföld és Zemgale uralkodója 1730-ig, majd Oroszország császárnője 1730-tól 1740-es haláláig.

## Útja a trónig
Anna cárnő 1693-ban született V. Iván cár, I. Péter társuralkodójának negyedik lányaként. Édesanyja Praszkovja Fjodorovna Szaltikova volt, aki 1723-ban halt meg. Anna  1710-ben feleségül ment Frigyes Vilmoshoz, Kurland hercegéhez, azonban a herceg egy évvel később, 1711-ben elhunyt egy betegség következtében. Anna ezután 1711 és 1730 között Kurlandban uralkodott; de soha többé nem házasodott meg. Kurlandban viszonyt folytatott a főkamarásával, Besztuzsev herceggel, majd Ernst Johann von Bironnal, egyik udvarhölgyének férjével, de egyik kapcsolatából sem született gyermeke.
II. Péter cár meghalt 1730-ban, anélkül, hogy utódját megnevezte volna. Mivel II. Péter gyermektelenül halt meg, két elődjének (I. Péter, illetve I. Katalin) pedig nem maradt életben fiúgyermeke, így az uralkodóválasztás kérdése a Legfelső Titkos Tanács kezében volt. I. Péter lányát, Erzsébetet házasságon kívül születettnek bélyegezték meg, így I. Péter társuralkodója és féltestvére, V. Iván cár leszármazottjai felé fordultak. A cár öt lánya közül a legidősebb életben maradott ekkor Jekatyerina nagyhercegnő, Mecklenburg-Schwerin hercegnéje volt, akit azonban nem találtak alkalmasnak a férje miatt.

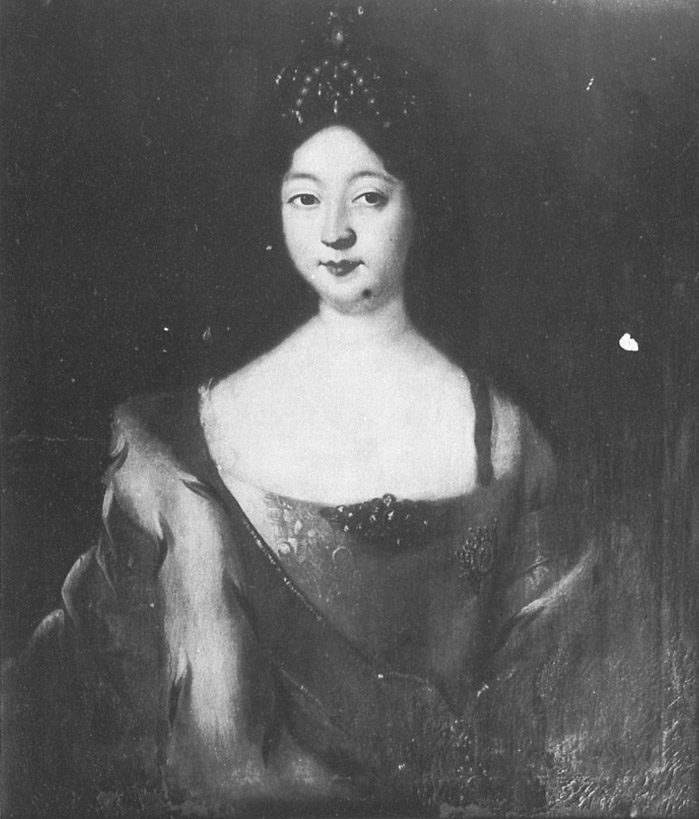
A fiatal Anna

A figyelem ekkor Annára, V. Iván fiatalabbik lányára irányult. A Legfelső Titkos Tanács könnyen irányíthatónak vélte a hercegnét, de óvatosságból azokkal a kikötésekkel ajánlották fel neki a trónt, hogy nem szabad újból megházasodnia, nem nevezhet ki utódot és a hatalmat továbbra is a Tanács gyakorolhatja. Anna elfogadta a feltételeket, és Moszkvába költözött, ahol hamar szövetségesekre talált a nemesség és Andrej Osterman személyében, aki ki akarta játszani egymás ellen a két leghatalmasabb orosz családot, a Dolgorukovokat és a Golicineket. 1730. január 29-én Anna aláírta a Legfelső Titkos Tanács feltételeit, majd széttépte az okmányt azzal a felkiáltással, hogy ő Oroszország egyeduralkodója. A Dolgorukov család több tagját is száműzték, Dmitrij Mihajlovics Golicin herceget pedig kivégezték.

## Uralkodása
A cárnő volt kegyencét, Biront nevezte ki főkamarásának, és számos német tisztet, előkelőt hívott Oroszországba. Biron nem sokat törődött az államügyekkel; a hatalom továbbra is az arisztokrácia kezében volt, annak ellenére, hogy a Legfelső Titkos Tanácsot feloszlatták.
1732-ben ismét Szentpétervár lett a főváros Moszkva helyett, ezzel a lépéssel kezdődtek el Anna reformjai. Mivel elődjei is, és ő maga is igen kedvelte a tokaji borokat, létrehozta az orosz tokaji borvásárló bizottságot, amely közel 65 éven át működött. Évente körülbelül 50-60 ezer litert bort vásároltak fel, ezenfelül Hegyalján állandó rezidenssel orosz kolónia működött az üzlet ellenőrzésének céljából. A tokaji borvásárlás alapjait valójában I. Péter vetette meg, de Anna cárnő csúcsosította ki, és minden orosz cár – Pálig bezárólag – igen nagy becsben tartotta a tokaji aszút. I. Péter halála után mellőzték a haditengerészetet, melyet azonban a cárnő igen értékesnek tartott az ország szempontjából. 1736-ban Szentpéterváron és Moszkvában tűzoltóságok jöttek létre, majd 1740-ben megalakult az orosz posta is. 1731-től kezdve a nemesek újból szabadon végrendelkezhettek földjükről, és minden nemesi családból egy fiú mentesült a katonai szolgálat alól, hogy otthon gazdálkodhasson. 1732-ben létrejött a cári hadapródok testülete, mely nagy lehetőséget biztosított a tanulni vágyó nemesi ifjak számára. A kincstári parasztok egy részét gyári munkára kötelezték; valamint 1734-ben kereskedelmi egyezmény született Anglia és Oroszország között.

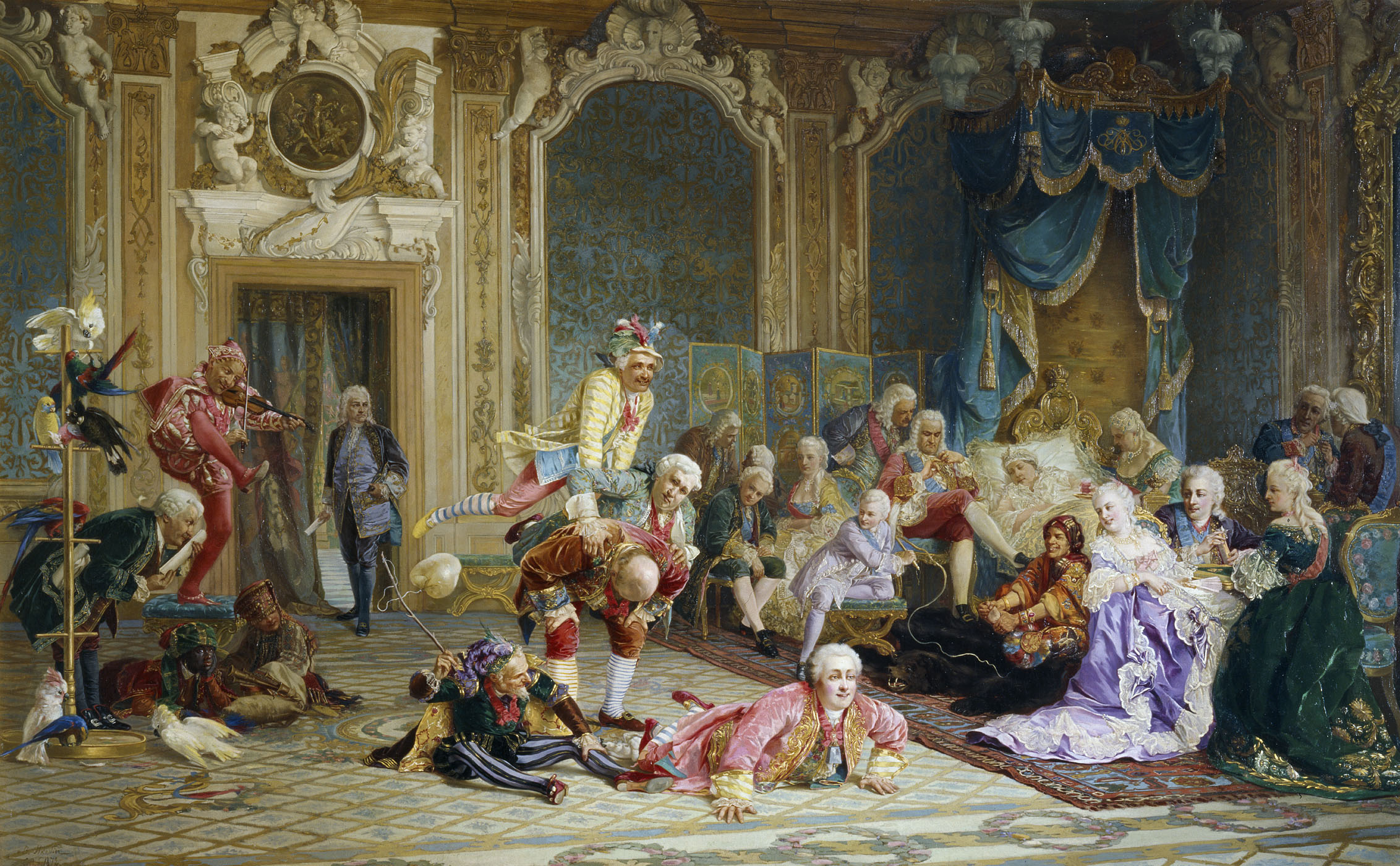
Élet Anna cárnő udvarában

A cári színház Anna uralkodása alatt kapott állandó társulatot, míg Jean Baptiste Landé megalapította az első oroszországi balettiskolát. Az építészet is virágzásnak indult a cárnő idején; Moszkvában ekkor épült fel az Annenhof-palota, melyet később II. Katalin leromboltatott. A cárnő egyik leghíresebb „tréfája” is az építészethez fűződik: 1739-ben egy jégpalotát emeltetett a befagyott Néván és arra kényszerítette Mihail Alekszejevics Golicin herceget, hogy ott töltse el nászéjszakáját. 1737-ben a fővárosban súlyos tűzvész tombolt, a várost pedig Pjotr Jeropkin vezetésével építették újjá; később Jeropkint a cárnő elleni összeesküvés vádjával kivégezték.
A gyermektelen Anna hamar félni kezdett, hogy I. Péter egyetlen életben maradt leszármazottja, Erzsébet a vesztére fog törni. Erzsébet állítólag viszonyt folytatott Alekszej Grigorjevics Razumovszkijjal, és a nagyhercegnő barátságát élvezték mindazok, akiknek nem tetszett Anna uralma. Erzsébet emellett támogatta a hadsereg befolyásos tisztjeit is, így a cárnőnek jó oka volt tartania tőle.
A valódi és az állítólagos összeesküvőkkel a cárnő és tanácsadói hamar leszámoltak. Mivel Anna uralkodásának elején járványok és éhínségek pusztítottak az országban, csökkentek az adóbevételek. Az adószedők a cárnőtől való félelmükben néha brutális eszközökkel próbálták meg kicsikarni az adót; becslések szerint Anna uralma alatt 30 000 embert száműztek Szibériába.

## Trónutódlás és halál
1731-ben a cárnő úgy döntött, hogy örököse Anna Leopoldovna mecklenburg-schwerini hercegnő gyermeke lesz. Anna Leopoldovna a cárnő unokahúga volt, akit 1739-ben férjhez adtak II. Antal Ulrik braunschweig-lüneburgi herceghez. 1740 augusztusában Anna Leopoldovnának fia született, aki az Ivan Antonovics nevet kapta. A cárnő egészsége ekkor már elég gyenge volt, így a fiút nevezte ki utódjául, és mellé Biront tette meg régensnek; Erzsébetet pedig kényszerítették, hogy felesküdjön Ivanra.
1740 őszén a cárnő már nagybeteg volt, veséje egyre jobban elfekélyesedett. Végül az uralkodónő 1740. október 28-án (a régi naptár szerint október 17-én), negyvenhét éves korában elhunyt. Végakaratának megfelelően utódja Ivan Antonovics lett, VI. Iván néven.